# Serhij Dijew
Serhij Wałerianowycz Dijew, ukr. Сергій Валеріанович Дієв, ros. Сергей Валерианович Диев, Siergiej Walerianowicz Dijew (ur. 21 kwietnia 1958 w Połtawie, zm. 17 sierpnia 2022) – ukraiński piłkarz, grający na pozycji środkowego pomocnika, trener piłkarski.

## Kariera piłkarska

### Kariera klubowa
Wychowanek klubu Kołos Połtawa, w którym rozpoczął karierę piłkarską. W 1978 przeszedł do SKA Kijów, ale po roku powrócił do Połtawy. W połowie 1980 został zaproszony do Dnipra Dniepropetrowsk, z którym zdobył awans do Wyższej Ligi ZSSR. Latem 1981 zmienił klub na Krywbas Krzywy Róg. W 1984 bronił barw Worskły Połtawa, po czym przeniósł się do Atłantyky Sewastopol. W 1992 zakończył karierę piłkarską w klubie Jawir Krasnopole.

## Kariera trenerska
W 1998 został zaproszony do Czornomorca Sewastopol, w którym łączył funkcje trenerskie z piłkarskimi. W 2000 całkowicie zakończył karierę piłkarską, a potem pełnił obowiązki głównego trenera Czornomorca Sewastopol. Od 2001 do 2005 był delegatem FFU na meczach profesjonalnych zespołów. Od 2005 do 2008 roku prowadził młodzieżową drużynę Worskły Połtawa. Od roku 2008 pracował na różnych stanowiskach w PFK Sewastopol. Najpierw pomagał trenować pierwszy zespół, a na początku 2009 został wyznaczony pełnić obowiązki głównego trenera. Następnie prowadził PFK Sewastopol-2, a potem pracował w naukowej grupie referencyjnej.

## Sukcesy i odznaczenia

### Sukcesy klubowe
- wicemistrz Pierwoj Ligi ZSRR: 1980

### Odznaczenia
- tytuł Mistrza Sportu ZSRR